# August Graf von Wackerbarth

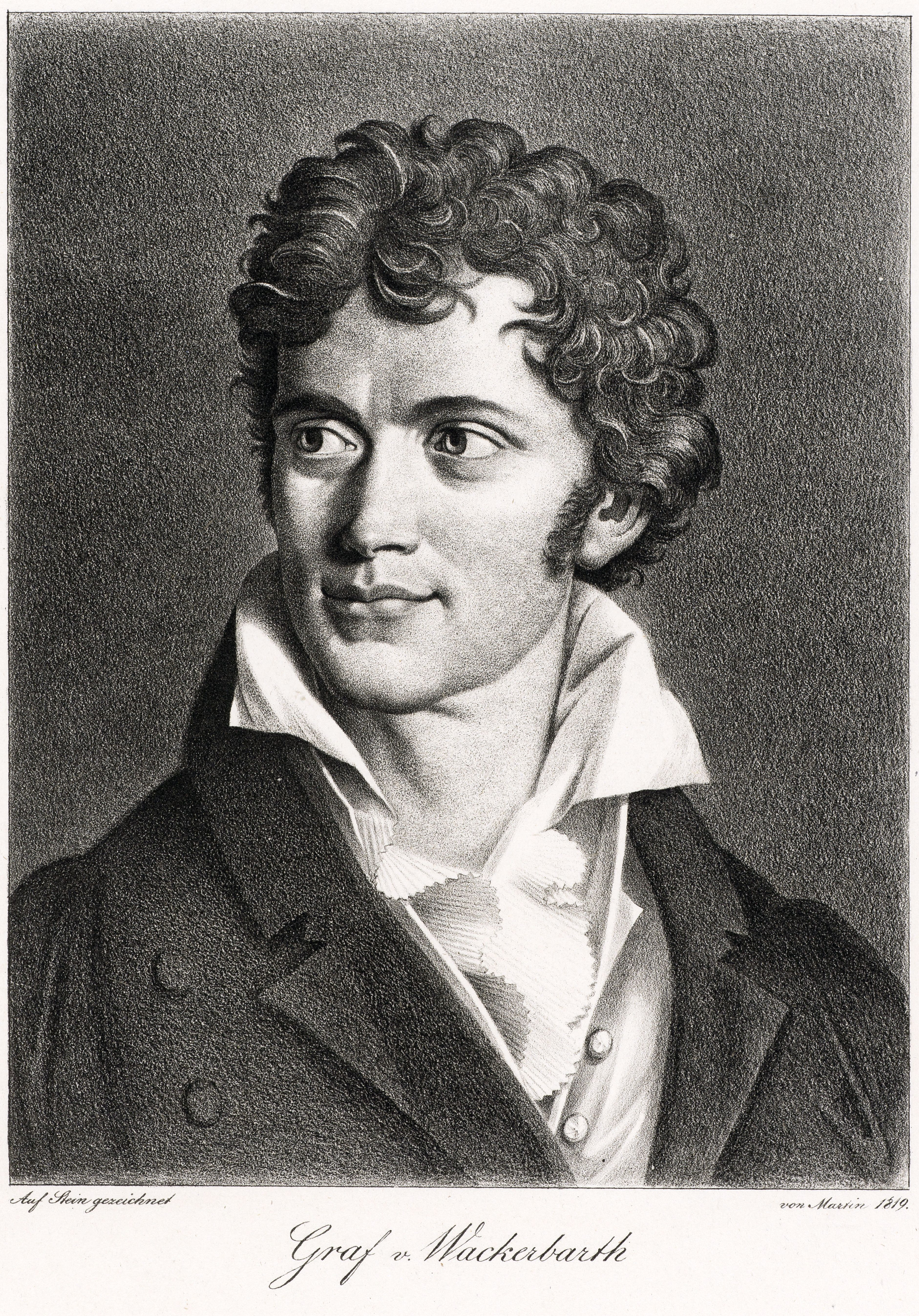
August Josef Ludwig von Wackerbarth (1819)

August Joseph Ludwig Graf von Wackerbarth (Pseudonym: August Raugraf von Wackerbarth; * 7. März 1770 in Koschendorf bei Drebkau; † 19. Mai 1850 in Niederlößnitz) war ein sächsischer Historiker, Kunsthistoriker und Kunstsammler. Er nannte sich auch August Graf von Wackerbarth, August J. von Wacker-Bard oder August J. von Bard.

## Leben
August Graf von Wackerbarth wurde als Sohn des August Heinrich Ferdinand von Wackerbarth (1745–1822), Gutsherr auf Koschendorf in der Markgrafschaft Niederlausitz und (seit 1800) auf Kogel bei Ratzeburg im Herzogtum Lauenburg, und der Sophie Augusta, geb. von Oertzen, in Koschendorf geboren.
Nach Besuch der Stadtschule in Kamenz studierte er in Wittenberg und Göttingen Jura, verbrachte ein Jahr in Dresden und Leipzig und zog 1794 nach Wien, wo er zeitweise als kurfürstlich sächsischer Legationssekretär arbeitete und in literarischen Kreisen verkehrte. Er unternahm Reisen nach England, Amerika, Ostindien, Italien und in die Türkei. Von 1801 an wohnte er alsdann abwechselnd in Hamburg, Lübeck und Ratzeburg.
Seit 1792 schrieb er zahlreiche historische und kunsthistorische Werke, von denen einige nur Bruchstücke geplanter größerer Werke sind. Anderes blieb Entwurf. Seine selbst publizierten Bücher zeichneten sich durch schwärmerischen Stil und sonderbare Theorien aus. Das Cotta’sche Morgenblatt für gebildete Stände bezeichnete seine Werke als „literarische Merkwürdigkeiten“. Wackerbarth galt als gebildeter und höflicher Kavalier, doch auch als überspannt und weltfremd.
Er ging 1804 eine Ehe mit Baroness Friederike Sophie von Schwendendorff aus dem Haus Dölitz bei Leipzig ein. Friederike Sophie trennte sich am 1. Januar 1811 in Hamburg von ihrem Ehemann. Im selben Jahr ging dieser nach Paris, um bei Kaiser Napoleon eine Geldforderung gegen das Herzogtum Lauenburg zu betreiben, während sein Vater in Ratzeburg eine Vormundschaft für ihn beantragte, aufgrund seines geistigen Zustandes; diese wurde aber später wieder aufgehoben. Der Ehe mit Friederike entstammte ein Sohn Hermann (1807–1839), der Jura studierte, jedoch mit 32 Jahren kinderlos starb, indem er 1839 in der Elbe ertrank.

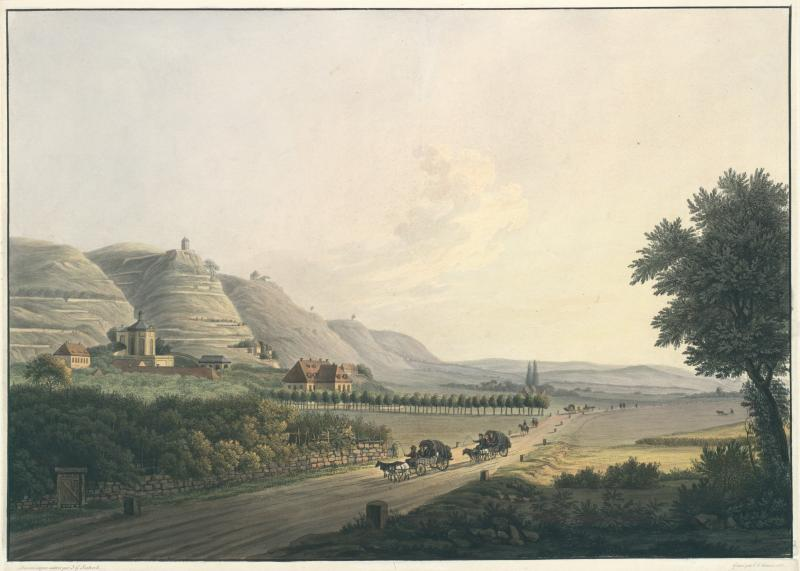
Schloss Wackerbarths Ruh’, 1805

Der Generalfeldmarschall und Reichsgraf August Christoph von Wackerbarth (1662–1734) war ein Vetter seines Urgroßvaters Balthasar Heinrich von Wackerbarth gewesen; nach dem ruhmreichen Verwandten hatte er seinen Vornamen erhalten. Den vom Generalfeldmarschall errichteten Ruhesitz, das Schloss Wackerbarths Ruh’ in der Lößnitz, das zwischenzeitlich in andere Hände gekommen war, kaufte August von Wackerbarth 1808 zurück. Seit 1810 nannte er sich Graf, da er diesen Titel als vermeintlicher Erbe seines Urgroßonkels beanspruchte, erhielt jedoch hierfür niemals eine landesherrliche Bestätigung. Mit dem Erwerb von Kunstwerken und Antiken überzog er seine Mittel, 1820 bezifferte er seine Gemäldesammlung auf etwa 4000 Stück. 1816 verlor er das Schloss Wackerbarths Ruhe durch Konkurs, kaufte es 1824 erneut und musste es, nachdem das Anwesen um 1840 die größte Ausdehnung erreicht hatte, 1846 wieder versteigern lassen.
Nach dem Tode seines Vaters hatte er 1822 das Wackerbarth'sche Stammgut Kogel geerbt, während Koschendorf an seine einzige Schwester Wilhelmine fiel. Infolge seines finanziellen Unvermögens kam er zeitweise unter Kuratel, während der große Kogeler Gutsbesitz unter Zwangsverwaltung stand. Jedoch konnten dessen Erträge die hohen Schulden immer wieder abtragen und das kostspielige Lößnitzer Weingut lange Zeit mitfinanzieren.

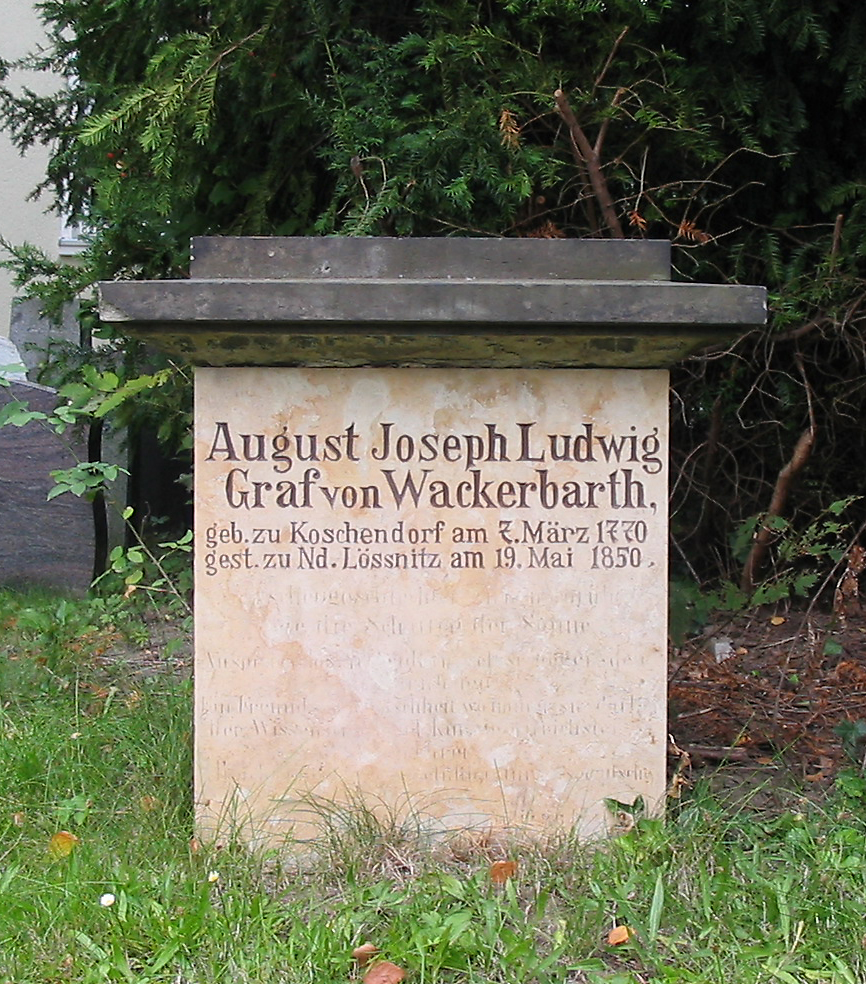
Der Grabstein von August Josef Ludwig von Wackerbarth

Am bekanntesten wurde der zu seiner Zeit als Sonderling geltende von Wackerbarth durch einen mehr als drei Jahrzehnte andauernden Rechtsstreit gegen das Herzogtum Sachsen-Lauenburg, in dem er enorme Ansprüche aufgrund eines von seinen Vorfahren einst an den Herzog Franz I. ausgegebenen und nie zurückgezahlten Darlehens geltend machte. Den Prozess begann er bereits als 18-Jähriger 1788 beim Oberappellationsgericht Celle gegen Georg III., wo er teilweise obsiegte und führte ihn dann vergebens vor dem Reichskammergericht fort. Nachdem das Herzogtum 1803–1814 unter französische Besatzung gekommen war, suchte er vergeblich Unterstützung für seine Forderung bei Napoleon und anschließend beim Wiener Kongress, danach verfolgte er den Anspruch gegen die dänischen Könige als neue Landesherren weiter und machte ihn schließlich 1848 bei der Frankfurter Nationalversammlung geltend, stets ohne Erfolg. Das seit dem 16. Jahrhundert hochgezinste Bürgschaftsdarlehen bezifferte Wackerbarth 1820 mit über 200 Millionen Louisdor, einer Summe, die den Wert des gesamten Herzogtums weit überschritt.
Seine letzten Lebensjahre soll der sich selbst auch „Raugraf“ nennende August von Wackerbarth auf dem Weingut Zechstein in Zitzschewig verbracht haben. Dort soll er um 1840 das erste Glühweinrezept Deutschlands notiert haben – eine Mischung aus (Weiß-)Wein, Zimt, Ingwer, Anis, Granatapfel, Safran, Kardamom und Muskatnuss. Er ist auf dem Alten Friedhof von Kötzschenbroda begraben.

## Nachfahren
1847 legitimierte August von Wackerbarth seinen außerehelichen Sohn mit der Hamburgerin Sophie Weydemann, Theobald, genannt Teut (1816–1904), der zugleich 1847 die Erhebung in den sächsischen Adelsstand unter dem Namen von Wackerbarth erhielt. Dieser hatte Mathilde von Weber, Tochter des Karl von Weber, geheiratet und praktizierte als Augenarzt. Augusts Schwester Wilhelmine, Ehefrau des Ferdinand Leopold von Böltzig, protestierte zunächst gegen diese Legitimation und zog die Vaterschaft ihres Bruders ebenso wie den Leumund der Mutter in Zweifel, versöhnte sich jedoch später mit dem Neffen und vererbte ihm schließlich 1864 ihr elterliches Gut Koschendorf. Teut hatte zeitweise auch die Heimburg in Niederheimbach am Rhein erworben. Die Nachfahren blieben bis 1945 auf Koschendorf ansässig und wanderten dann nach Kanada aus.
Da Augusts legitimer Sohn Hermann vorverstorben und der außereheliche Sohn Teut nicht „lehnsfähig“ war, wurde nach Augusts Tod 1850 das seit etwa 1160 im Familienbesitz befindliche Wackerbarth'sche Stammgut Kogel von der dänischen Krone als erledigtes Lehen eingezogen und an die Familie von Bülow verkauft.

## Werke
- Parallele zwischen Peter dem Großen und Karl dem Großen. 1792
- Morgenblicke in der Leipziger Allee. 1793
- Vergleichung zwischen Hakem und Nero. 1793
- Parallele zwischen Leopold II. und Albrecht II. 1793
- Schilderung des Kaisers Aurengzeb. 1794
- Vergleichende Züge zwischen Anton Raphael Mengs und Sir Joshua Reynolds. 1794
- Wanderungen am Rheine. 1797
- Zuruf an den sich zu Wien bildenden Kongress. 1814
- Der erste Feldzug der Osmanischen Türken auf europäischen ... 1819
- Merkwürdige Geschichte des weltberühmten Gog und Magog. 1820
- Die Geschichte der letzten großen Revolution von Schina ... 1821
- Die Geschichte der großen Teutonen. 1821
- Die früheste Geschichte der Türken bis zur Vernichtung ... 1821
- Kaiser Karls des Großen Büchersammlung
- Walhalla oder wunderbare Begebenheiten ausserordentlicher Menschen. 1829
- Der Briten erste Heerfahrt gegen China. 1840[10]